# Грузливец
Грузливец (укр. Грузливець) — село на Украине, основано в 1761 году, находится в Пулинском районе Житомирской области.
Население по переписи 2001 года составляет 287 человек. Почтовый индекс — 12053. Телефонный код — 4131.

## Адрес местного совета
12052, Житомирская область, Пулинский р-н, с. Стрыбеж, ул. Ленина, 25